# The Dandy Warhols
The Dandy Warhols és un grup de pop rock alternatiu, procedents d'Oregon, Estats Units. El seu primer disc Dandys rules, ok? va ser publicat el 1995, però van arribar al seu major èxit amb el single "bohemian like you", conegut popularment gràcies un anunci de telefonia mòbil. Han telonejat a The Rolling Stones i a David Bowie.

## Membres
- Courtney Taylor (veu, guitarra)
- Zia McCabe (teclats, sota)
- Brent DeBoer (bateria)
- Peter Holmström (guitarra)
- Eric Hedford (primer bateria, va abandonar el grup el 1997)

## Discografia
- "Dandy's Rule OK?" (1995)
- "...The Dandy Warhols Come Down" (1997)
- "Thirteen Tals From Urban Bohèmia" (2000)
- "Welcome To The Monkey House" (2003)
- "Come On Feel The Dandy Warhols" (2004)
- "Odditorium Or Warlords Of Mars" (2005)
- "...Earth To The Dandy Warhols..." (2008)
- "The Dandy Warhols Are Sound" (2009)
- "This Machine" (2012)

- "Distortland" (2016)
- "Why You So Crazy" (2019)
- "Tafelmuzik Means More When You're Alone" (2020)